# Glypta nuda
Glypta nuda là một loài tò vò trong họ Ichneumonidae.